# Чаранг (Усть-Алданский улус)
Чара́нг (якут. Чараҥ) — село в Усть-Алданском улусе Республики Саха (Якутия) России. Административный центр и единственный населённый пункт Хоринского 1-го наслега.

## География
Село находится в центральной части Якутии, в пределах Центральноякутской равнины, на расстоянии примерно 2 км (по прямой) к югу от села Борогонцы, административного центра улуса.
Климат
Климат характеризуется как резко континентальный. Средняя температура воздуха самого тёплого месяца (июля) составляет 18,7 °C; самого холодного (января) — −42,6 °C. Среднегодовое количество атмосферных осадков составляет 234 мм. Основное количество осадков выпадает в период с апреля по октябрь. Снежный покров держится в течение 225—250 дней в году.
Часовой пояс
Село Чаранг находится в часовой зоне МСК+6. Смещение применяемого времени относительно UTC составляет +9:00.

## Население
| 2002 | 2010 | 2011 | 2012 | 2013 | 2014 | 2015 |
| ---- | ---- | ---- | ---- | ---- | ---- | ---- |
| 603  | ↗664 | ↘663 | ↗664 | ↘660 | ↘647 | ↗661 |
| 2016 | 2017 | 2018 | 2019 | 2020 | 2021 |      |
| ↘644 | ↘642 | ↗644 | ↘642 | ↘638 | ↗663 |      |

Половой состав
По данным Всероссийской переписи населения 2010 года, в гендерной структуре населения мужчины составляли 47,6 %, женщины — соответственно 52,4 %.
Национальный состав
Согласно результатам переписи 2002 года, в национальной структуре населения якуты составляли 93 %.

## Улицы
| - пер. Берёзовый, - ул. Бригадира Гаврила, - ул. Бурцева Д. Г., - ул. Гуляева Д. И., - ул. Кэнчээри, - ул. Механизаторов, | - пер. Мира, - ул. Молодёжная, - ул. Носова, - ул. Нэлээн, - ул. Озёрная, - ул. Ойунского, | - ул. Орлова Н. А., - ул. Парковая, - ул. Протодьяконова-Кулантая, - пер. Советский, - ул. Сэргэлээх, - ул. Уолан. |

## Достопримечательности
- Памятник воинам-землякам, погибшим в годы Великой Отечественной войны (1941-1945).